# Lubiana (Polska)
Lubiana (niem. Alt Libbehne) – osada sołecka w Polsce położona w województwie zachodniopomorskim, w powiecie choszczeńskim, w gminie Pełczyce. W latach 1975–1998 miejscowość administracyjnie należała do województwa gorzowskiego. W 2007 roku osada liczyła 369 mieszkańców.

## Geografia
Osada leży ok. 10 km na północny wschód od Pełczyc, przy drodze wojewódzkiej nr 151 między Pełczycami a Choszcznem, przy byłej linii kolejowej nr 410.

## Historia
Pierwsze udokumentowane ślady osadnictwa na terenie wsi pochodzą z okresu neolitu, narzędzi kamiennych, wierconych. Na terenie wsi zachował się obszar cmentarzyska kamieni palonych. Przez okres neolitu, brązu, żelaza, aż do XVII wieku n.e. wieś Lubiana zmieniała swe położenie zgodnie z biegiem rzeki Małej Iny. Grodzisko okresu brązu i żelaza było posterunkiem na granicy ziem Pyrzyczan. Z VI w. n.e pochodzi znalezisko archeologiczne biżuterii i wyrobów kościanych Słowian zachodnich, jak też pochówek grzebalny kobiety nazwanej przez archeologów niemieckich „grobem Wenedyjskiej Księżniczki”.
- 845 rok – Geograf Bawarski wymienia plemię Pyrzyczan, podając liczbę 70 zamieszkanych osad i miejscowości.
- Około 966 roku – Lubiana z ziemią Pyrzycką wchodzi w skład państwa Mieszka I.
- 1124 rok – chrystianizacja Pomorza Zachodniego – Pyrzyczan, początek osadnictwa niemieckiego.
- 1181 rok – przejście Pomorza Zachodniego pod zwierzchnictwo Świętego Cesarstwa Rzymskiego.
- 1275 rok – pierwsza pisana wzmianka o rodzie von Kothen właścicielach Lubiany.
- 1352 rok – wzmianka o Lubianie (Libene) jako własności rodu von Koethen.

Na przełomie wieku XVII i XVIII wybudowano w Lubianie kościół, wcześniejszy spłonął w czasie wojny trzydziestoletniej. Majątek Lubiany był w posiadaniu rodziny von Koethen do 1819 roku. Najemca Robel sprzedał majątek w 1840 baronowi Wilhelmowi Jerzemu von Warburg. Ten zainwestował w wieś i jako dobrze prosperującą sprzedał swemu zarządcy Karolowi Wobbe w 1856 roku. Karol Wobe był doskonałym zarządcą, przebudował Lubianę, za jego czasów powstało większość budynków gospodarczych, młyn i gorzelnia. W roku 1895 sprzedał majątek rodzinie von Schroeder, która sprawnie zarządzała majątkiem do 1945 roku. Za czasów Ernesta von Schroedera Lubiana rozwijała się zwiększając swoją wartość oraz znacząco liczbę mieszkańców. Lubiana jako jedna z pierwszych wsi na pomorzu posiadała własną elektrownię, bo już w 1896 roku. W latach trzydziestych rodzina von Schroeder wyremontowała gruntownie kościół w Lubianie.
- W 1898 wybudowano w Lubianie linię kolejową do Choszczna, a następnie bocznice i stację węzłową oraz w 1902 linię małej kolei do Strzelec Krajeńskich.
- Pałac w Lubianie wybudowała rodzina von Schroeder w 1900 roku.
- W latach trzydziestych wybudowano świetlicę wiejską.
- W latach czterdziestych XX wieku kościół w Lubianie został gruntownie wyremontowany.
- W 1945 roku w Lubianie stacjonowało wojsko Armii Czerwonej – w tym czasie spłonęła gorzelnia w Lubianie, zlikwidowano młyn, bocznice kolejową.
- W latach pięćdziesiątych Lubianę włączono w skład zakładu rolnego Państwowego Ośrodka Hodowli Zarodowej[4].
- W latach sześćdziesiątych przeniesiono siedzibę zarządu POHZ z Płotna do Lubiany, otwarto bażantarnię.

W latach siedemdziesiątych z inicjatywy Stanisława Szczepanika, dyrektora POHZ Lubiana, skanalizowano wieś, powstało przedszkole, później rozpoczęto budowę zespołu szkół w Lubianie, której budowę ukończyła w 2001 roku gmina. Dyrektor S. Szczepanik był inicjatorem wielu rozwojowych inwestycji tak ekonomicznych, jak i socjalnych. Dzięki jego pracy powstało w Lubianie kilkadziesiąt mieszkań dla pracowników, domy jednorodzinne, osiedla. Powstał Zakład Usług Technicznych, ubojnia, stolarnia, tartak, pralnia, świetlica wiejska, remiza strażacka, oczyszczalnia ścieków i betoniarnia, jednak najważniejszym osiągnięciem było powstanie już w latach pięćdziesiątych Państwowego Ośrodka Hodowli Zarodowej
Na początku lat dziewięćdziesiątych Dyrektor Stanisław Szczepanik odszedł na emeryturę. Następcą został Stanisław Dycha, który kierował przedsiębiorstwem w okresie transformacji lat dziewięćdziesiątych. Upadły jednak w samej Lubianie POHZ Zakład Usług Technicznych, stolarnia, tartak, betoniarnia, ubojnia, masarnia, świetlica wiejska, remiza strażacka oraz przedszkole. Lasy należące do POHZ zostały przekazane Nadleśnictwu. Przekazano również gminie rozpoczętą budowę szkoły w Lubianie. POHZ Lubiana przekształcono w 1994 roku w OHZ Lubiana sp. z o.o., której właścicielem jest Skarb Państwa. Spółka zajmuje się obecnie produkcją rośliną i hodowlą bydła mlecznego.

## Zabytki
Do wojewódzkiego rejestru zabytków wpisany jest:
- zespół pałacowy, w skład którego wchodzą:
  - pałac z 1900, piętrowy, secesyjny, z trzema symetrycznymi ryzalitami[7],
  - park z drugiej połowy XIX wieku, ze starodrzewiem,
  - folwark z drugiej połowy XIX w.

Inne obiekty:
- kościół zabudowy ryglowej z barokową wieżą przetrwał II wojnę jednak w latach 1955-1957 został rozebrany, mimo że kościół w Lubianie wpisany był w rejestr najcenniejszych zabytków pomorza. Proboszczem w tym czasie był ksiądz Łojek z Pełczyc. W latach siedemdziesiątych zniwelowano cmentarz przykościelny, a na jego miejscu postawiono przedszkole i hotel robotniczy. Jedynym świadectwem historii w tym miejscu został mur przykościelny oraz starodrzew. Starodrzew został wycięty przez OHZ wczesną wiosną 2010 za zgodą gminy. Latem 2010 roku działka, na której stał kościół i cmentarz, została zwrócona mieszkańcom Lubiany. Na miejscu cmentarza oraz kościoła jesienią 2010 roku z inicjatywy mieszkańców Lubiany i przy wsparciu burmistrza Pełczyc powstał park pamięci upamiętniający historię tego miejsca.
- kościół filialny pw. Miłosierdzia Bożego, należący do parafii Matki Boskiej Różańcowej w Boguszynach.

## Kultura i sport
W Lubianie znajduje się park pamięci z alejkami spacerowymi i ławkami, park zabaw dla dzieci, oraz wiata wiejska powstałe w 2010 roku. Także trasa 700 m do jazdy na łyżworolkach itp. wybudowana w 2009 roku.

## Komunikacja
W Lubianie znajduje się nieczynny przystanek kolejowy dwóch linii kolejowych: nr 410 oraz nr 434.
Autobusy kursują w kierunkach Choszczna, Pyrzyc, Gorzowa Wielkopolskiego i Stargardu.